# Symphonie no 1 de William Schuman
Pour les articles homonymes, voir Symphonie no 1.
Ne doit pas être confondu avec Symphonie no 1 de Robert Schumann.
La Symphonie no 1 a été composée par le compositeur américain William Schuman dans les années 1930. La première a eu lieu le 21 octobre 1936 par le Gotham Symphony Orchestra sous la direction de Jules Werner. Le concert n'a pas été un succès : l'orchestre semble avoir joué sans inspiration. Schuman a également trouvé que l'orchestre n'était pas assez bon pour aborder cette symphonie et finalement son professeur de composition Roy Harris lui a fait remarquer que la structure du morceau laissait à désirer. Schuman et Harris étaient tous deux présents lors de la première représentation. Finalement, Schuman a retiré cette composition de son catalogue.